# Kenos
Kenos – u Indian Selknamów i Ona bohater kulturowy, który z rozkazu Temaukela ukształtował świat, stworzył ludzi i prawa moralne, a następnie uniósł się do nieba.